# 大口镇
大口乡，是中华人民共和国河南省洛陽市偃师区下辖的一个乡镇级行政单位。

## 行政区划
大口乡下辖以下地区：
大口村、张村、温村、韩村、袁寨村、草庙村、吕桥村、后周村、宁村、经周村、南窑村、经周寨村、西寨村、肖村、南寨村、铁村、山张村、马村、焦村、董村、宋村、翟湾村、引礼寨村、符寨村、郭村、翟寨村、曹寨村和张大寨村。